# Lijst van afleveringen van Sonny with a Chance/So Random!
Dit is een afleveringenlijst van de Disney Channel Original Series, So Random! De serie begon op 8 februari 2009 als Sonny with a Chance en is anno 2011 bezig met het eerste seizoen als spin-off So Random!. Deze verandering kwam er door de afwezigheid van hoofdrolspeler Demi Lovato.
De serie volgt Sonny Monroe (Demi Lovato), een jonge comédienne die een kans krijgt om een hoofdrol te spelen in de fictieve kinder sketch komedie serie So Random!.
Later werd de reeks gewoon So Random! waarin je de huidige show te zien krijgt met een aantal sketches en een muzikaal optreden.

## Overzicht
| Seizoen        | Afleveringen | Eerste uitzenddatum | Laatste uitzenddatum |
| -------------- | ------------ | ------------------- | -------------------- |
| 1              | 21           | 8 februari 2009     | 22 november 2009     |
| 2              | 26           | 14 maart 2010       | 2 januari 2011       |
| 1 (So Random!) | 26           | 5 juni 2011         | 25 maart 2012        |

## Sonny with a Chance: seizoen 1: 2009
- Het seizoen bestond uit 21 afleveringen.
- Demi Lovato en Tiffany Thornton zijn in alle afleveringen.
- Brandon Mychal Smith en Doug Brochu waren afwezig voor een aflevering (aflevering 21 ).
- Sterling Knight was afwezig voor twee afleveringen (afleveringen 1 en 5).
- Allisyn Ashley Arm was afwezig voor acht afleveringen (afleveringen 6, 8, 12, 13, 16 , 17, 18, en 21).

| Nr. | Titel aflevering                 | Uitzenddatum      |
| --- | -------------------------------- | ----------------- |
| 1   | Sketchy Beginnings               | 8 februari 2009   |
| 2   | West Coast Story                 | 8 februari 2009   |
| 3   | Sonny at The Falls               | 15 februari 2009  |
| 4   | You've Got Fan Mail              | 22 februari 2009  |
| 5   | Cheater Girls                    | 1 maart 2009      |
| 6   | Three's Not Company              | 8 maart 2009      |
| 7   | Poll'd Apart                     | 15 maart 2009     |
| 8   | Fast Friends                     | 29 maart 2009     |
| 9   | Sonny with a Chance of Dating    | 12 april 2009     |
| 10  | Sonny and the Studio Brat        | 26 april 2009     |
| 11  | Promises, Prom-misses            | 3 mei 2009        |
| 12  | The Heartbreak Kids              | 17 mei 2009       |
| 13  | Battle of the Networks' Stars    | 7 juni 2009       |
| 14  | Prank'd                          | 5 juli 2009       |
| 15  | Tales From the Prop House        | 9 augustus 2009   |
| 16  | Sonny in the Kitchen with Dinner | 16 augustus 2009  |
| 17  | Guess Who's Coming to Guest Star | 27 september 2009 |
| 18  | Hart to Hart                     | 1 november 2009   |
| 19  | Sonny in the Middle              | 8 november 2009   |
| 20  | Cookie Monsters                  | 15 november 2009  |
| 21  | Sonny: So Far                    | 22 november 2009  |

## Sonny with a Chance: seizoen 2: 2010-2011
- 26 afleveringen zijn bevestigd voor dit seizoen
- Allisyn Ashley Arm is afwezig voor twaalf afleveringen, Brandon Mychal Smith and Sterling Knight zijn elk één aflevering afwezig.

| Nr.   | Titel aflevering               | Uitzenddatum      | Uitzenddatum &                               |
| ----- | ------------------------------ | ----------------- | -------------------------------------------- |
| 1     | Walk a Mile in My Pants        | 14 maart 2010     | 27 augustus 2010                             |
| 2     | Sonny Get Your Goat            | 21 maart 2010     | 3 september 2010                             |
| 3     | Gassie Passes                  | 28 maart 2010     | 10 september 2010                            |
| 4     | Sonny With a Song              | 11 april 2010     | 17 september 2010                            |
| 5     | High School Miserable          | 18 april 2010     | 22 oktober 2010                              |
| 6     | Legend of Candy Face           | 2 mei 2010        | 29 oktober 2010                              |
| 7     | Gummy With a Chance            | 9 mei 2010        | 12 november 2010                             |
| 8     | Random Acts of Disrespect      | 16 mei 2010       | 5 november 2010                              |
| 9     | Grady With a Chance of Sonny   | 23 mei 2010       | 19 november 2010                             |
| 10    | Falling for the Falls (Part 1) | 13 juni 2010      | 26 november 2010                             |
| 11    | Falling for the Falls (Part 2) | 20 juni 2010      | 3 december 2010                              |
| 12-13 | Sonny With a Secret            | 18 juli 2010      | 9 maart 2011 (deel 1) 16 maart 2011 (deel 2) |
| 14    | The Problem With Pauly         | 8 augustus 2010   | 7 januari 2011                               |
| 15    | That's So Sonny                | 29 augustus 2010  | 12 januari 2011                              |
| 16    | Chad Without a Chance          | 19 september 2010 | 19 januari 2011                              |
| 17    | 26 september 2010              | 26 januari 2011   |                                              |
| 18    | 17 oktober 2010                | 9 maart 2011      |                                              |
| 19    | 24 oktober 2010                | 16 maart 2011     |                                              |
| 20    | 14 november 2010               | 23 maart 2011     |                                              |
| 21    | Sonny With a Kiss              | 21 november 2010  | 30 maart 2011                                |
| 22    | A So Random! Holiday Special"  | 28 november 2010  | 6 april 2011                                 |
| 23    | Sonny with a Grant             | 5 december 2010   | 13 april 2011                                |
| 24    | Marshall with a Chance         | 12 december 2010  | 20 april 2011                                |
| 25    | Sonny with a Choice            | 19 december 2010  | 27 april 2011                                |
| 26    | New Girl                       | 2 januari 2011    | 27 april 2011                                |

## So Random!: seizoen 1: 2011
| Nr. | Titel                                                          | Uitzenddatum      | Uitzenddatum     |
| --- | -------------------------------------------------------------- | ----------------- | ---------------- |
| 1   | Cody Simpson met "All Day"                                     | 5 juni 2011       | 30 januari 2012  |
| 2   | Greyson Chance met "Waiting Outside the Lines"                 | 12 juni 2011      | 6 februari 2012  |
| 3   | Selena Gomez met "Who Says"                                    | 19 juni 2011      | 13 februari 2012 |
| 4   | Mitchel Musso met "Get Away"                                   | 25 juni 2011      | 27 februari 2012 |
| 5   | Tony Hawk                                                      | 10 juli 2011      | 5 maart 2012     |
| 6   | Coco Jones met "Stand Up"                                      | 17 juli 2011      | 20 februari 2012 |
| 7   | Jacob Latimore met "Like 'Em All"                              | 31 juli 2011      | 12 maart 2012    |
| 8   | Mindless Behaviour met "My Girl"                               | 7 augustus 2011   | 19 maart 2012    |
| 9   | Colbie Caillat met "Brighter Than the Sun"                     | 14 augustus 2011  | 26 maart 2012    |
| 10  | Far East Movement met "Rocketeer"                              | 21 augustus 2011  | 2 april 2012     |
| 11  | Kicking Daisies met "Keeping Secrets"                          | 28 augustus 2011  | 9 april 2012     |
| 12  | Dave Days met "What Does It Take"                              | 11 september 2011 | 16 april 2012    |
| 13  | Chelsea Kane en Hot Chelle Rae met "Tonight Tonight"           | 18 september 2011 | 23 april 2012    |
| 14  | Miss Piggy                                                     | 2 oktober 2011    | 30 april 2012    |
| 15  | Iyaz met "Pretty Girls"                                        | 9 oktober 2011    | 7 mei 2012       |
| 16  | Cast Lemonade Mouth met "Determinate"                          | 6 november 2011   | 14 mei 2012      |
| 17  | Leigh-Allyn Baker, Mia Talerico en Pia Toscano met "This Time" | 27 november 2011  |                  |
| 18  | Justin Bieber met "Mistletoe"                                  | 4 december 2011   | 26 december 2011 |
| 19  | Christina Grimmie met "Advice"                                 | 11 december 2011  |                  |
| 20  | Andy Grammer met "Keep Your Head Up"                           | 8 januari 2012    |                  |
| 21  | Cole en Dylan Sprouse                                          | 16 januari 2012   | 21 mei 2012      |
| 22  | The Ready Set met "Young Forever"                              | 29 januari 2012   | 28 mei 2012      |
| 23  | China Anne McClain met "Unstoppable"                           | 12 februari 2012  | 4 juni 2012      |
| 24  | The New Boyz                                                   | 26 februari 2012  |                  |
| 25  | Shane Harper                                                   | 4 maart 2012      |                  |
| 26  | Destinee & Paris                                               | 25 maart 2012     |                  |

## Bijzonderheden over gastoptredens
1. Tony Hawk, Chelsea Kane, Miss Piggy, Leigh-Allyn Baker, Mia Talerico, Dylan en Cole Sprouse en Debby Ryan treden niet op maar zijn enkel als acteur/actrice te zien.
2. Het nummer van Greyson Chance wordt als enige niet aan het eind van de show uitgevoerd.
3. Het nummer van China Anne McClain en Justin Bieber zijn de enige nummers uit de show dat ook daadwerkelijk live werden uitgevoerd.